# جسر فضي
الجسر الفضي كان جسرًا معلقًا مُكونًا من قضبان مربوطة بالسلاسل، بُني في عام 1928 وسُمي بلون طلائه المصنوع من الألومنيوم. حمل الجسر طريق الولايات المتحدة رقم 35 فوق نهر أوهايو، رابطًا بين بوينت بليزانت بولاية فيرجينيا الغربية وغاليبوليس بولاية أوهايو.
في 15 ديسمبر عام 1967، انهار الجسر الفضي تحت حمل حركة المرور في ساعة الذروة، ما أدى إلى مصرع 46 شخصًا. لم يُعثر على اثنين من الضحايا. أشار التحقيق في حطام الجسر إلى أن سبب الانهيار هو قصور في أحد القضبان في السلسلة المُعلقة، بسبب عيب صغير بعمق 0.1 بوصة (2.5 مليمتر). أظهر التحليل أن الجسر كان يحمل أحمالًا أثقل بكثير مما صُمم من أجله في الأصل وكانت صيانته سيئة. استُبدل الجسر المُنهار بالجسر الفضي التذكاري الذي اكتمل بناؤه في عام 1969.

## أحمال التصميم
في وقت بناء الجسر، كانت السيارات العائلية النموذجية هي فورد موديل تي، يبلغ وزنها نحو 1,500 رطل (680 كيلوغرامًا). كان الحد الأقصى المسموح به للوزن الإجمالي للشاحنة نحو 20,000 رطل (9 أطنان). على النقيض من ذلك، في وقت الانهيار، وصل وزن السيارة العائلية النموذجية إلى نحو 4,000 رطل (1,800 كيلوغرام) وكان الحد الأقصى للشاحنة الكبيرة 60,000 رطل (27 طنًا) أو أكثر. حدثت الاختناقات المرورية على الجسر عدة مرات في اليوم، خمسةَ أيام في الأسبوع، ما تسبب في زيادة الضغط على عناصر الجسر.

## في الثقافة الشعبية
- في كتابه عملية حصان طروادة الصادر في عام 1970، وكتابه نبوءات موثمان الصادر في عام 1975، ربط المؤلف جون كيل انهيار الجسر الفضي بمشاهد مزعومة لموثمان. اقتبس الفيلم القصة وحمل نفس الاسم، وصدر في عام 2002.[1]
- كتب المؤلف جاك ماثيوز رواية بعنوان ما وراء الجسر، وهي مكتوبة باعتبارها مذكرات أحد الناجين الخياليين من الكارثة، والذي بدأ حياة جديدة غاسلًا للصحون في بلدة صغيرة بولاية فرجينيا الغربية.
- أصدر هونكي تونك، المغني وكاتب الأغاني، وَراي أندرسون، الذي يعود أصله إلى ولاية فرجينيا الغربية، أغنية »كارثة الجسر الفضي« المنفردة في عام 1967.

## الجسر الفضي التذكاري
الجسر الفضي التذكاري هو جسر كابولي يمتد على نهر أوهايو بين غاليبوليس وأوهايو وهيندرسون بولاية فيرجينيا الغربية. اكتمل بناء الجسر في عام 1969 بديلًا للجسر الفضي المنهار، على الرغم من وقوعه على بعد 1 ميل (1.6 كيلومتر) جنوب الجسر الأصلي.
يحمل الجسر طريق الولايات المتحدة رقم 35 عبر النهر، ويمثل نقطة عبور رئيسية للمسافرين والبضائع المنقولة بين تشارلستون بولاية فرجينيا الغربية وجنوب ولاية أوهايو ووسطها. يبلغ الحد الأقصى للسرعة على الجسر 65 ميلًا في الساعة (105 كيلومتر/ساعة). لا تُفرض أي رسوم مرور على أي من الطرفين.